# Toni Egger
Toni Egger (ur. 1926 w Siebeneich, zm. 2 lutego 1959 na Cerro Torre w Argentynie) – austriacki alpinista.
Toni Egger jest znany poprzez fakt swojej śmierci podczas próby wejścia na Cerro Torre w Patagonii z Cesarem Maestrim. W czasie zejścia został porwany przez lawinę lodową, która przecięła jego linę. Wraz z nim zaginął również aparat fotograficzny, który według Maestriego zawierał zdjęcie ze szczytu, mogące służyć jako dowód jego zdobycia. Partnerowi Toniego Eggera, Cesaremu Maestriemu udało się przeżyć. 
Po śmierci Eggera jego imieniem został nazwany jeden ze szczytów Cerro Torre. Wysoki na 2685 m n.p.m. Torre Egger należy wraz z Cerro Torre do najtrudniejszych szczytów na świecie. Oprócz tego jego imię nosi Eggerturm, wieża skalna leżąca na zachód od wierzchołka Seekofel w Alpach Gailtalskich. 

## Najważniejsze osiągnięcia
- 1954: przejście północnych ścian Cima Grande i Cima Ovest, (Westlicher i Großer Zinne) w ciągu jednego dnia (11 godzin)
- 1957: uczestnictwo w austriackiej ekspedycji w Andy, (Österreichische Kordilleren-Expedition). Pierwsze wejście na szczyt Jirishanca (6094 m n.p.m.)
- 1959: przypuszczalne pierwsze wejście na Cerro Torre z Cesarem Maestrim

## Pierwsze wejścia
- 1951: Roter Turm-północna ściana, Alpy Gailtalskie
- 1951: Kellerturm – północna ściana, Alpy Karnickie
- 1952: Laserzwand-komin w południowej ścianie, Alpy Gailtalskie
- 1953: Laserzwand-południowa ściana, Alpy Gailtalskie
- 1954: Laserz-północna ściana, Alpy Gailtalskie
- 1955: Kleine Zinne-południowa ściana, Dolomiti di Sesto, (Sextener Dolomiten)
- 1956: Punta Ombretta-południowy filar, Dolomity
- 1957: Jirishanca, Cordillera Huayhuash
- 1958: Patteriol-południowo–wschodni filar, Verwallgruppe
- 1958: Cima Bois-południowo–zachodnia grań, Dolomity
- 1959: Cerro Torre, Patagonia (nie potwierdzone)[1]